# Kinsey, Alabama
Kinsey är en kommun (town) i Houston County i Alabama. Orten har fått namn efter postmästaren Eliza Kinsey. Vid 2010 års folkräkning hade Kinsey 2 198 invånare.